# 米克拉尔
米克拉尔是法国Réalisation d'Études Électroniques (R2E)公司生产的一系列微型计算机，其诞生于1973年2月，第一款产品名为“米克拉尔 N”（Micral N）。米克拉尔 N是世界上第一台基于微处理器的商用计算机。
1986年，波士顿计算机博物馆（Boston Computer Museum）的三位专家——苹果 II设计师、苹果公司联合创始人斯蒂夫·沃兹尼亚克，微型仪器和遥测系统公司（Micro Instrumentation and Telemetry Systems，MITS）早期员工、《个人电脑世界》出版方大卫·邦内尔（David Bunnell）以及波士顿计算机博物馆副馆长兼策展人奥利弗·斯特林佩尔（Oliver Strimpel）将“世界上第一台使用微处理器的个人计算机”的称号授予诞生于1973年的“米克拉尔”。米克拉尔 N是最早的基于微处理器（也就是Intel 8008）的商用非套件（non-kit）个人电脑。
计算机历史博物馆称，米克拉尔是最早的商用非套件个人电脑之一。在第一个微处理器诞生之前于1971年被发明的肯巴克-1（Kenbak-1）被认为是世界上第一台“个人计算机”。该台电脑没有单芯片CPU，而是完全基于小规模集成TTL芯片。